# 汉阳都城
漢陽都城（：／）是朝鲜王朝初期所建造的城廓，現址位於韓國首爾特別市鐘路區，由一系列的石頭，木材和其他材料製成，旨在保護漢城府的（한성부）漢陽都城免受入侵。城牆圍繞漢陽（한양，首爾舊名）捍衛著城市的邊界，當時被稱為「漢城」（한성）。城牆沿著首爾四大山脈－北岳山、駱山、南山和仁王山的山脊，長約18.6公里。目前，長約12公里的城牆被指定為大韓民國史蹟第10號（1963年頒布），城牆的城門，水閘和信號火山都得到相應地保護。城牆的某些部分獲得廣泛恢復，因為城市曾經遭受持續的破壞甚至徹底摧毀。

## 城堡狀建築
1395年，太祖建立朝鮮王朝五年後，太祖下令成立「都城築造都監」（도성축조도감），負責建立城牆以保衛漢城。他命令鄭道傳尋找並測量一個適合建立都城的地點。
1396年1月1日（農曆），朝鮮太祖舉行了開創性的典禮。 共兩千七百四十四名青年人被服役兩年以上，並在山區北岳山、駱山、南山和仁王山。城牆上有八門，所有這些建築始建於1396年至1398年間。

## 特徵
建於十四世紀後期的原始城牆以中等大小的石塊組成，由泥土組合在一起。在十五世紀中期的世宗大王統治期間，對城牆進行了大規模的翻新，包括用矩形石塊更換土牆部分。 肅宗在1704年的重大修復中，使用大型均勻的石板重建了城牆，標誌著漢陽都城最後獨特的特徵。
由於首爾東部地區的海拔比其他地區為低，更容易受到敵人襲擊。因此，在門外添加了監視點來加強漢城防禦。在這個區域之間，興仁之門和光熙門之間的一部分城壁被延伸到長方形的外面。 信號火堆，是防禦系統另一個組成部分，成立於1394年，一直運行到1894年。全國各地的信號從一個土堆到另一個，晚上使用煙霧和火，傳送收到南山頂端的燈塔之後，直接轉達皇宮。

## 城門
正門四座，分别為興仁之門（東）、 敦義門（西）、崇禮門（南）和肅靖門（北）；四個小門位處正門之間，分别為昭義門（西南）、彰義門（西北）、 惠化门（東北）和光熙門（東南）。
目前，以下的城門將以原有形式保存或曾經歷恢復工作：崇禮門（南門）和興仁之門（東門）分別被指定為國寶1號和寶物1號。。肅靖門（北門）與附屬城牆結構於1963年指定為第10號史蹟。彰義門（北小門）於2015年12月2日被指定為國寶第1881號。

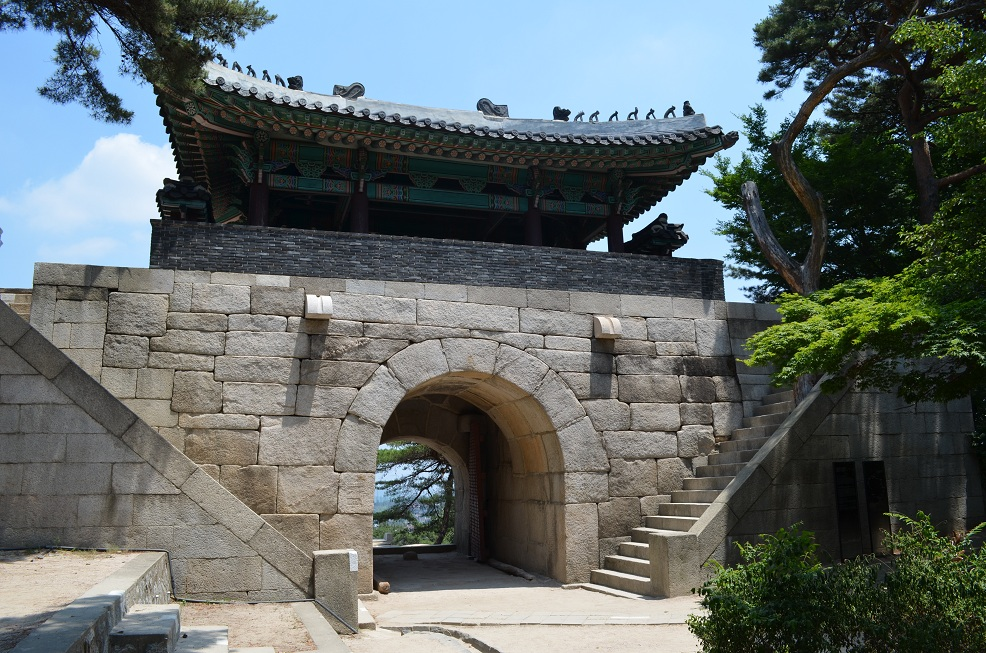
肅靖門（北門）
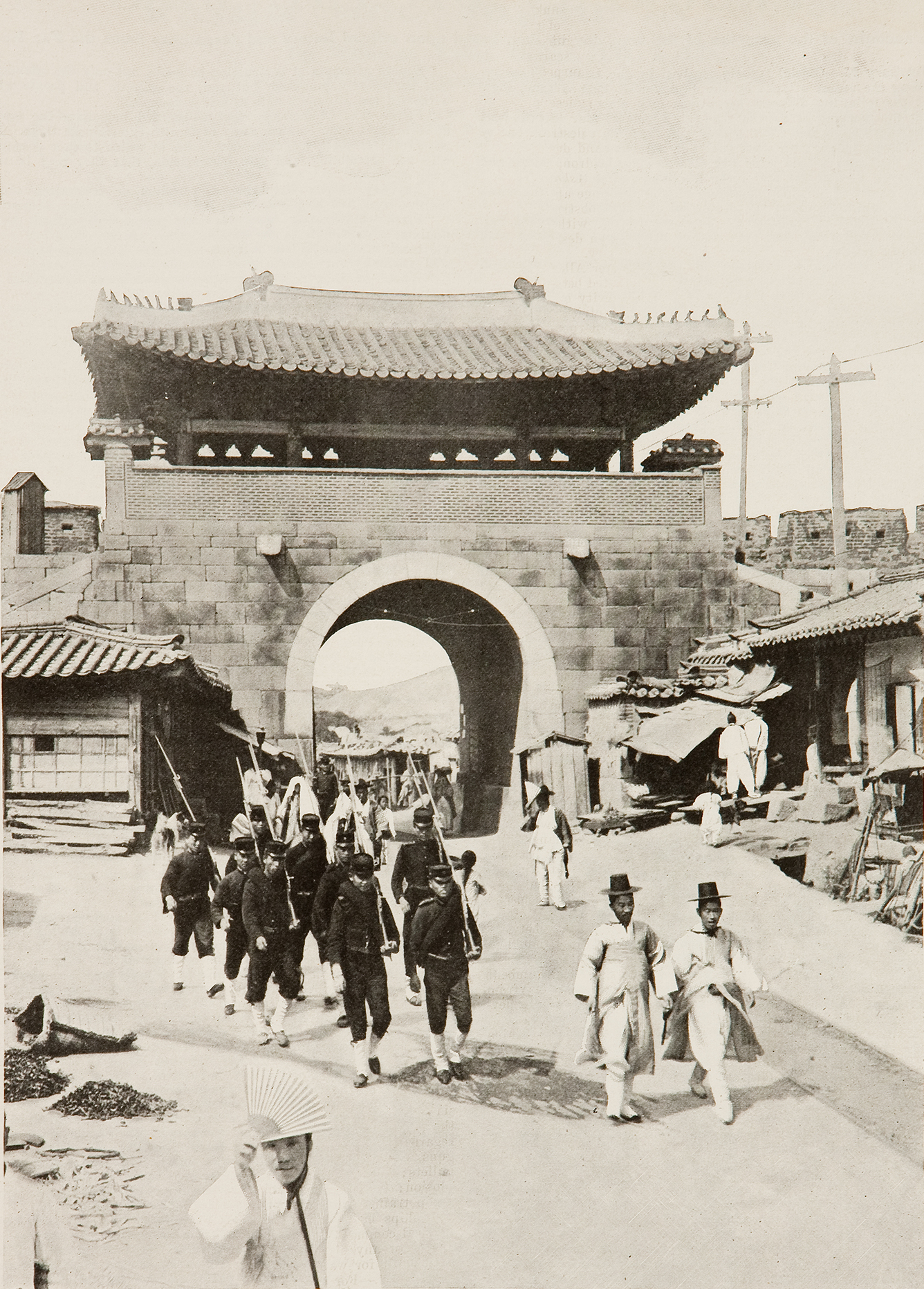
敦義門（西門，已拆除）
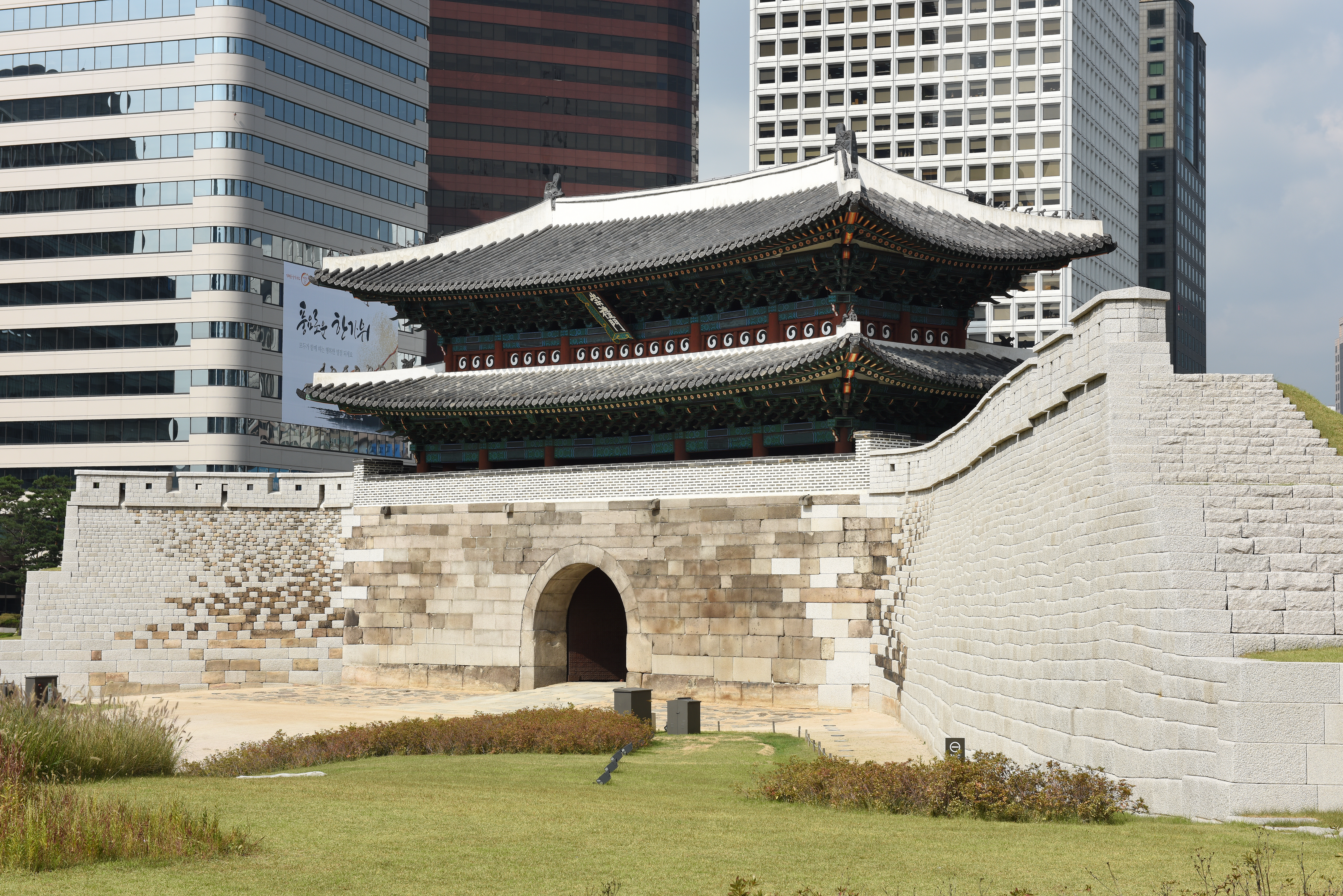
崇禮門（南門）
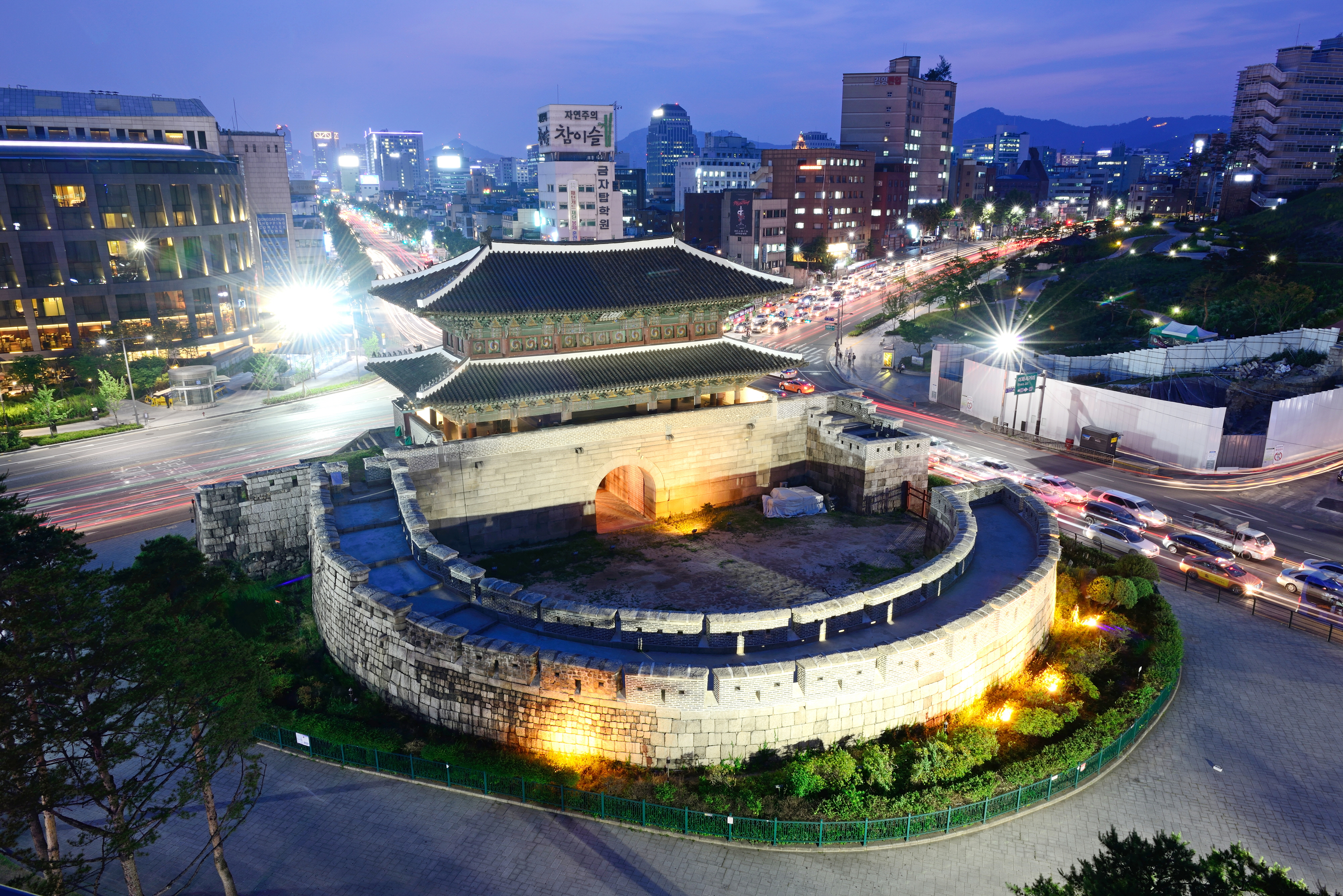
興仁之門（東門）
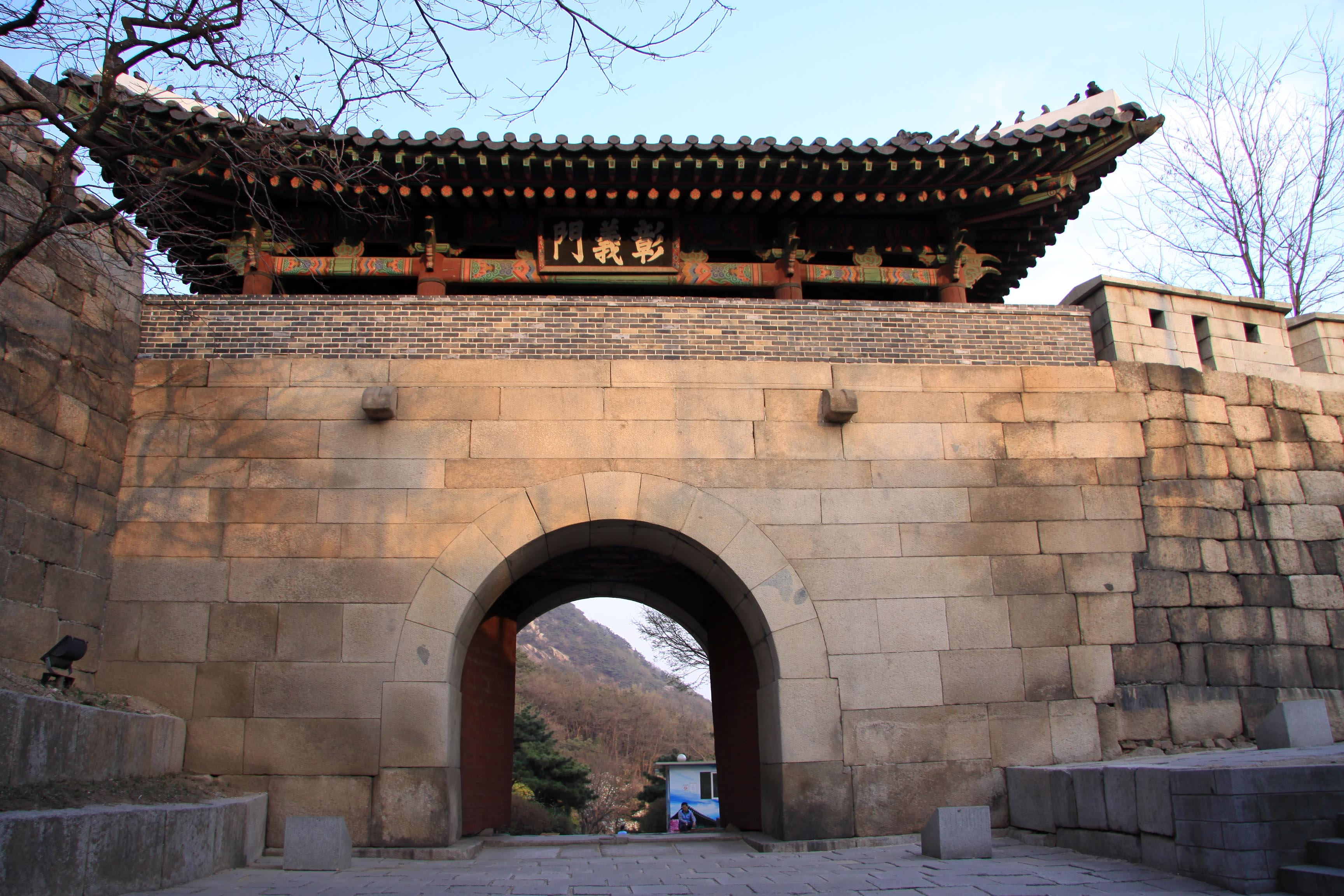
彰義門（北小門）
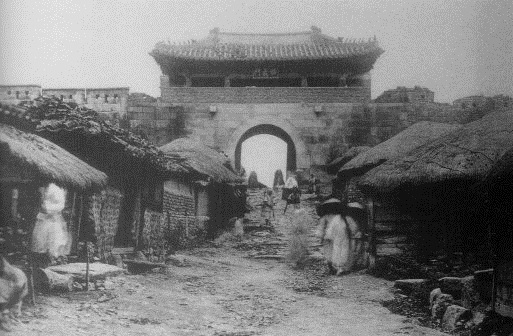
昭義門（西小門，已拆除）
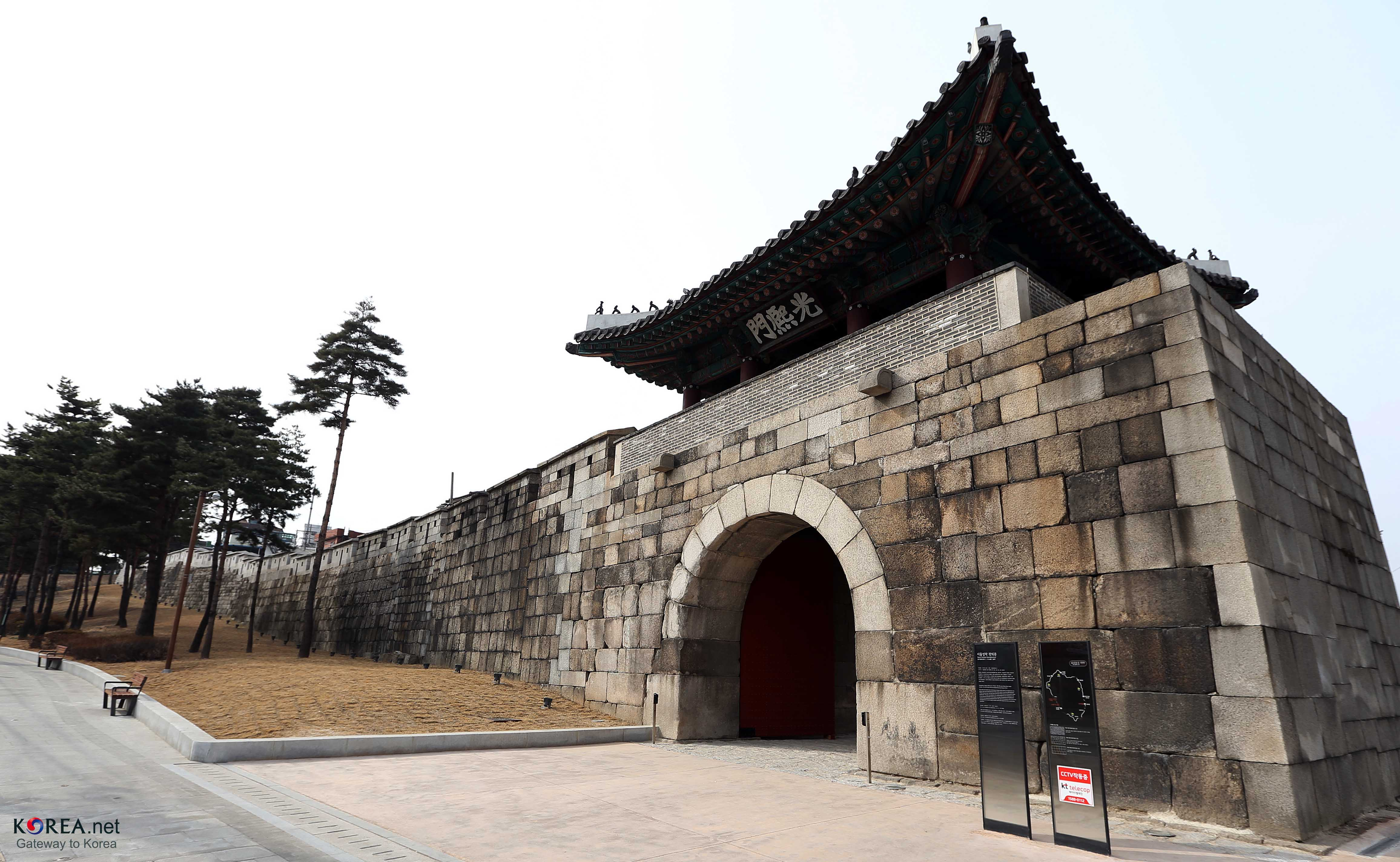
光熙門（南小門，重建）
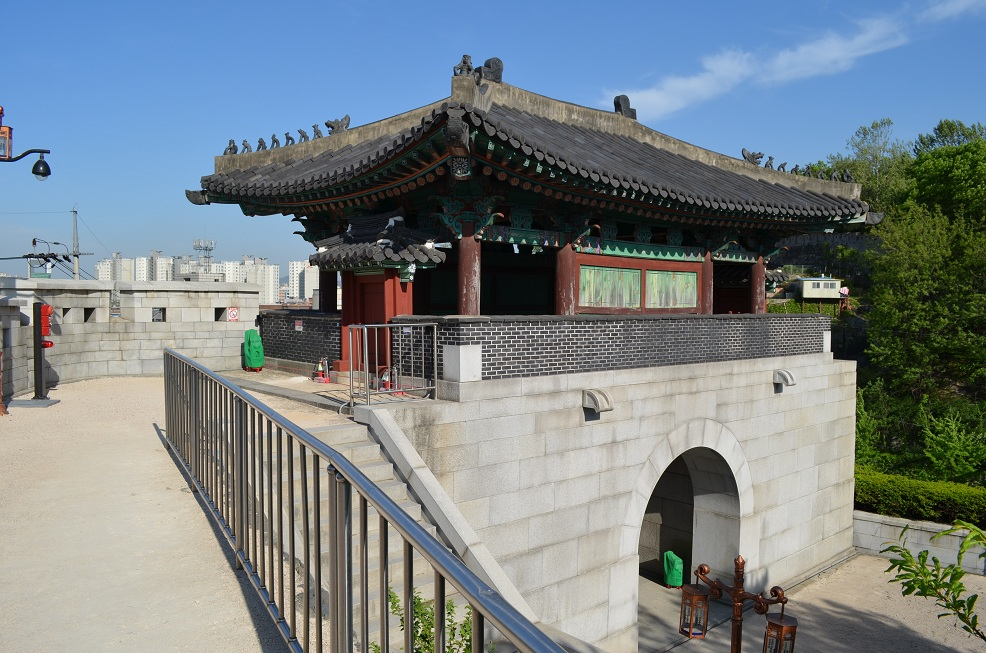
惠化门（東小門，重建）

## 現狀
漢陽都城在30多年來，由於城市規劃和引進地下鐵路，許多地方遭到破壞。不過，城牆的重要部分仍然存在。保存最完好的部分是山牆。在北岳山上自肅靖門至彰義門約2.3公里長的牆段，由於靠近青瓦台而被指定為軍事區，因此對其進行了限制，直到2006年才向公眾開放。多年來，該地區周邊的改建或建築稀少，自然環境相對完整。

## 圖片集

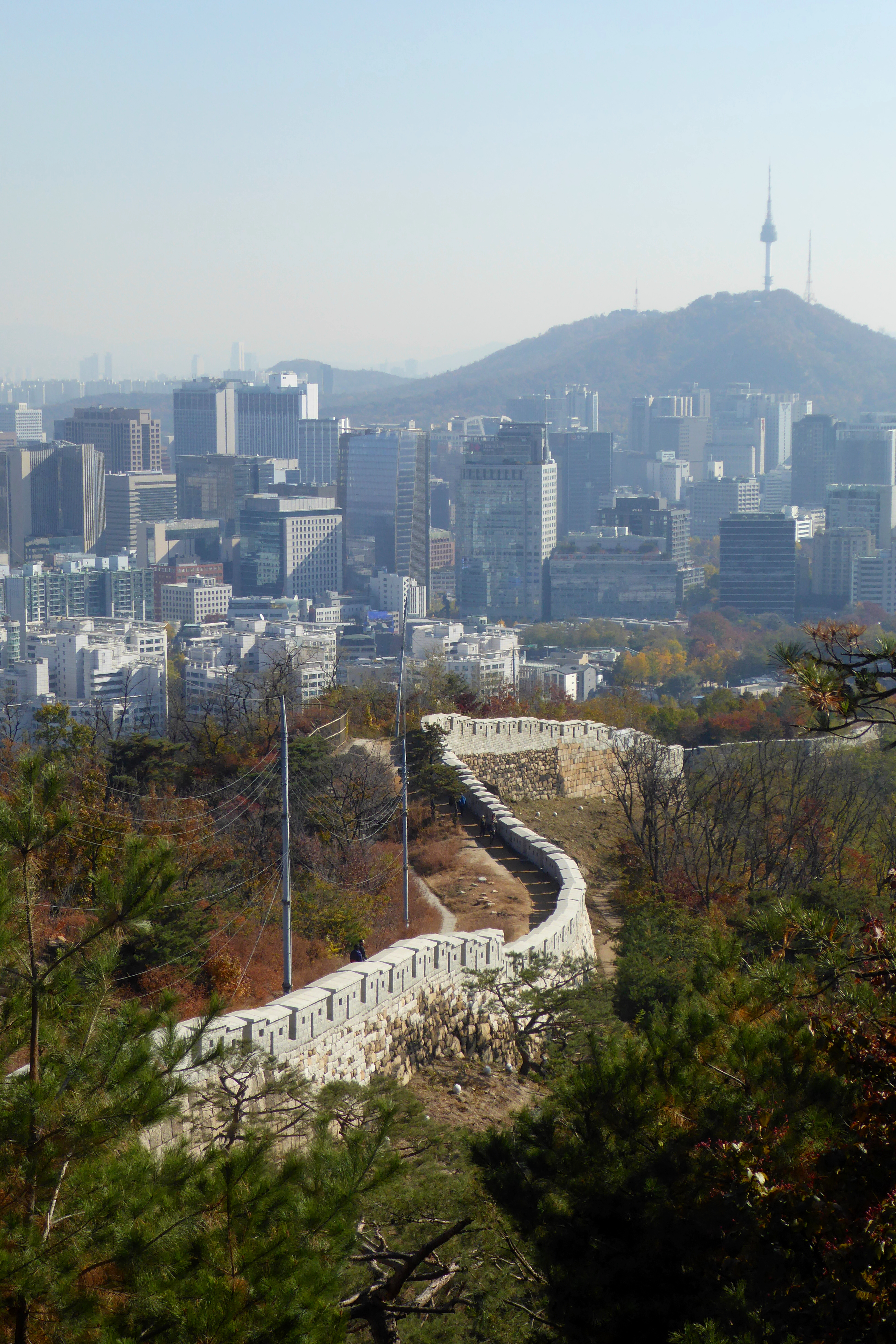
城牆後面的首爾市中心和N首爾塔景觀
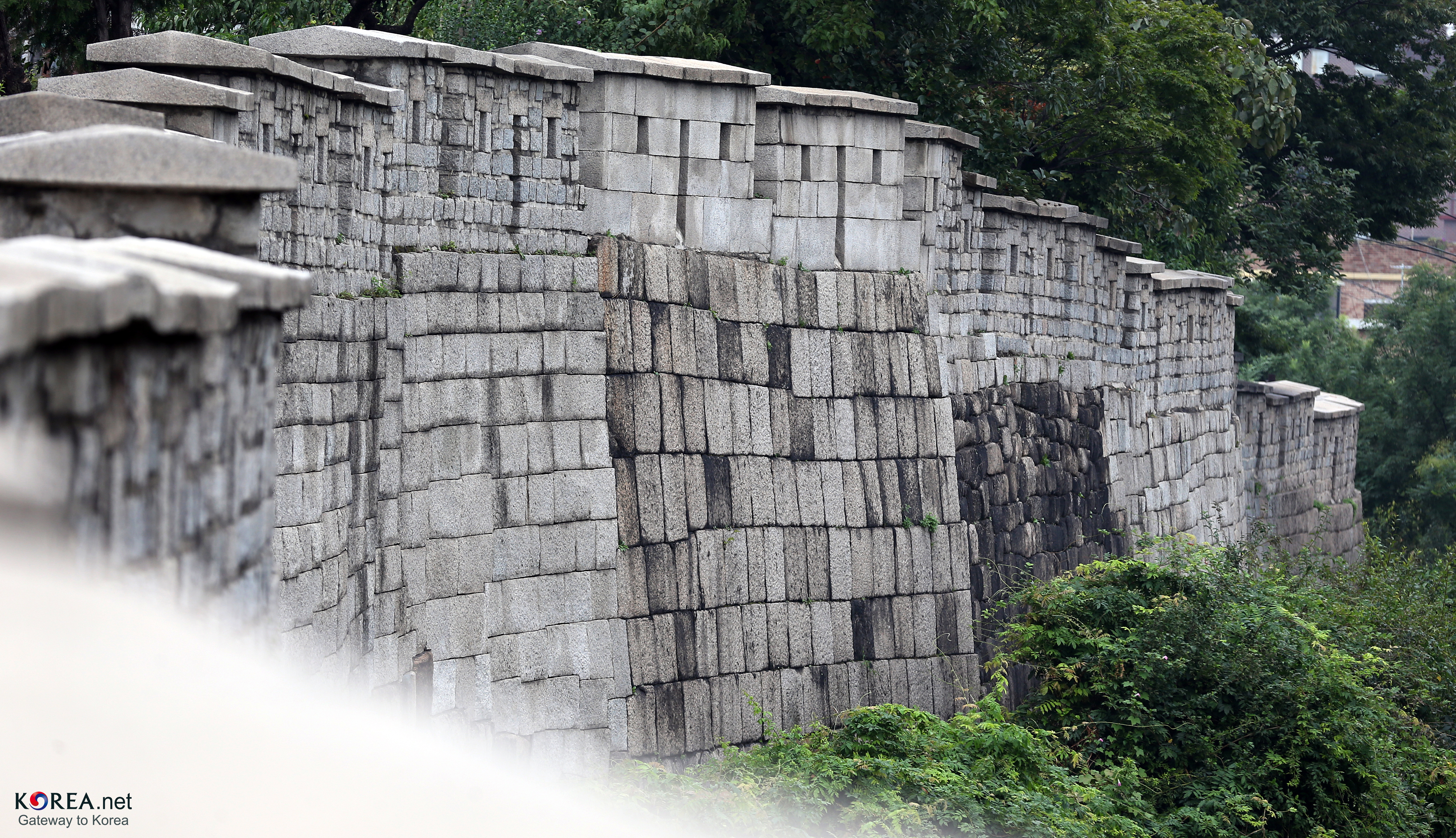
首爾市城牆公園和駱山公園的漢陽都城
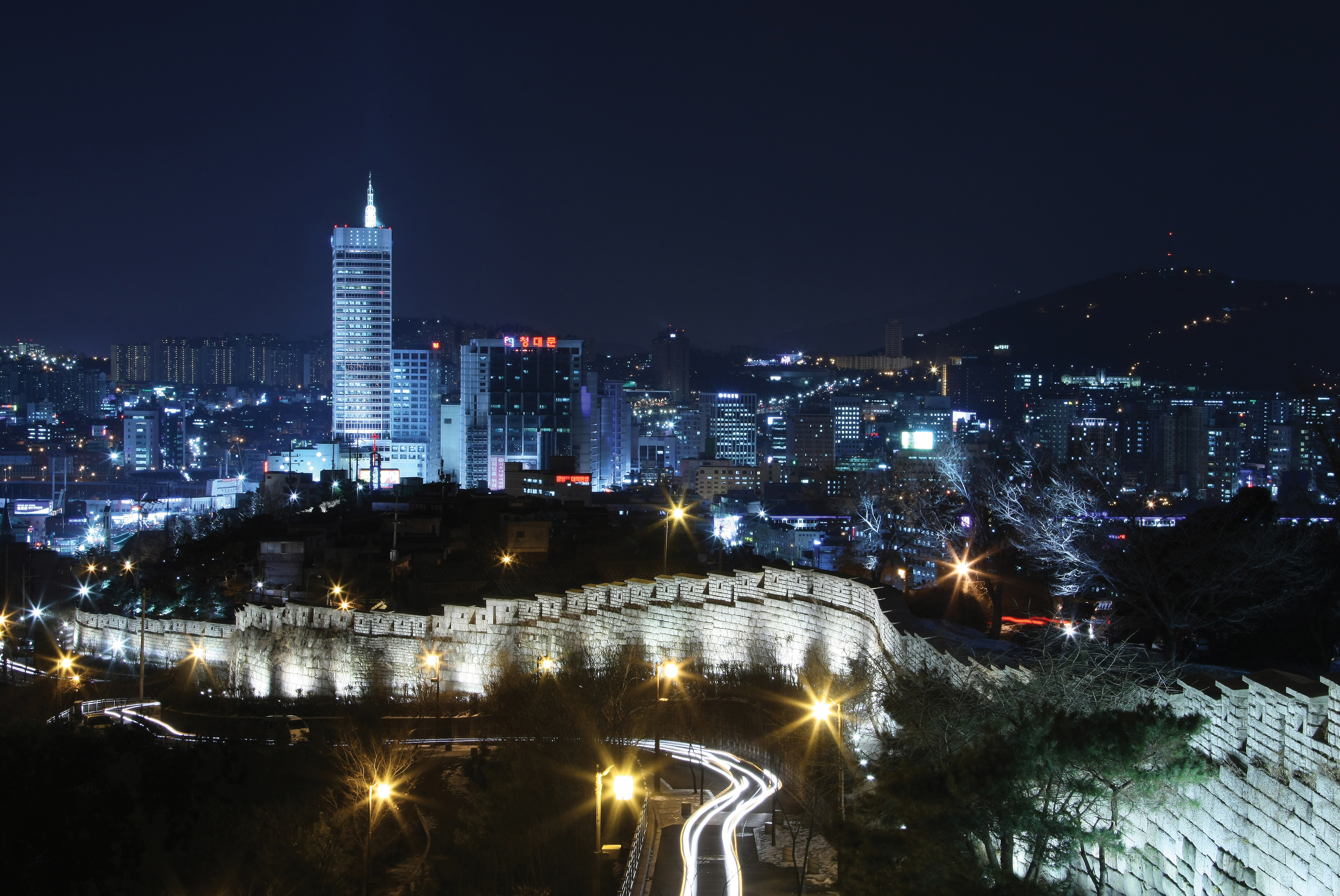
駱山夜景
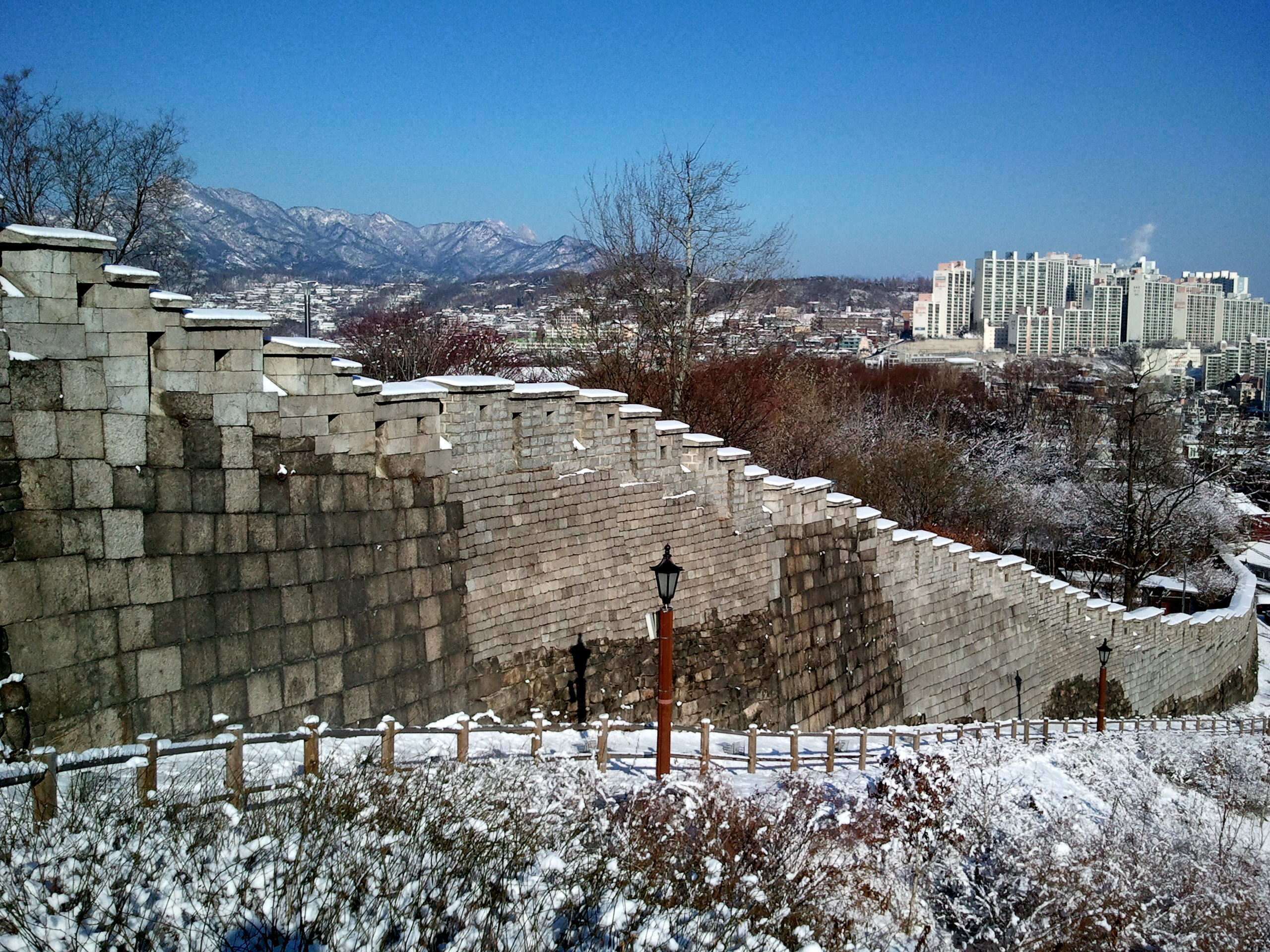
漢城城牆雪景
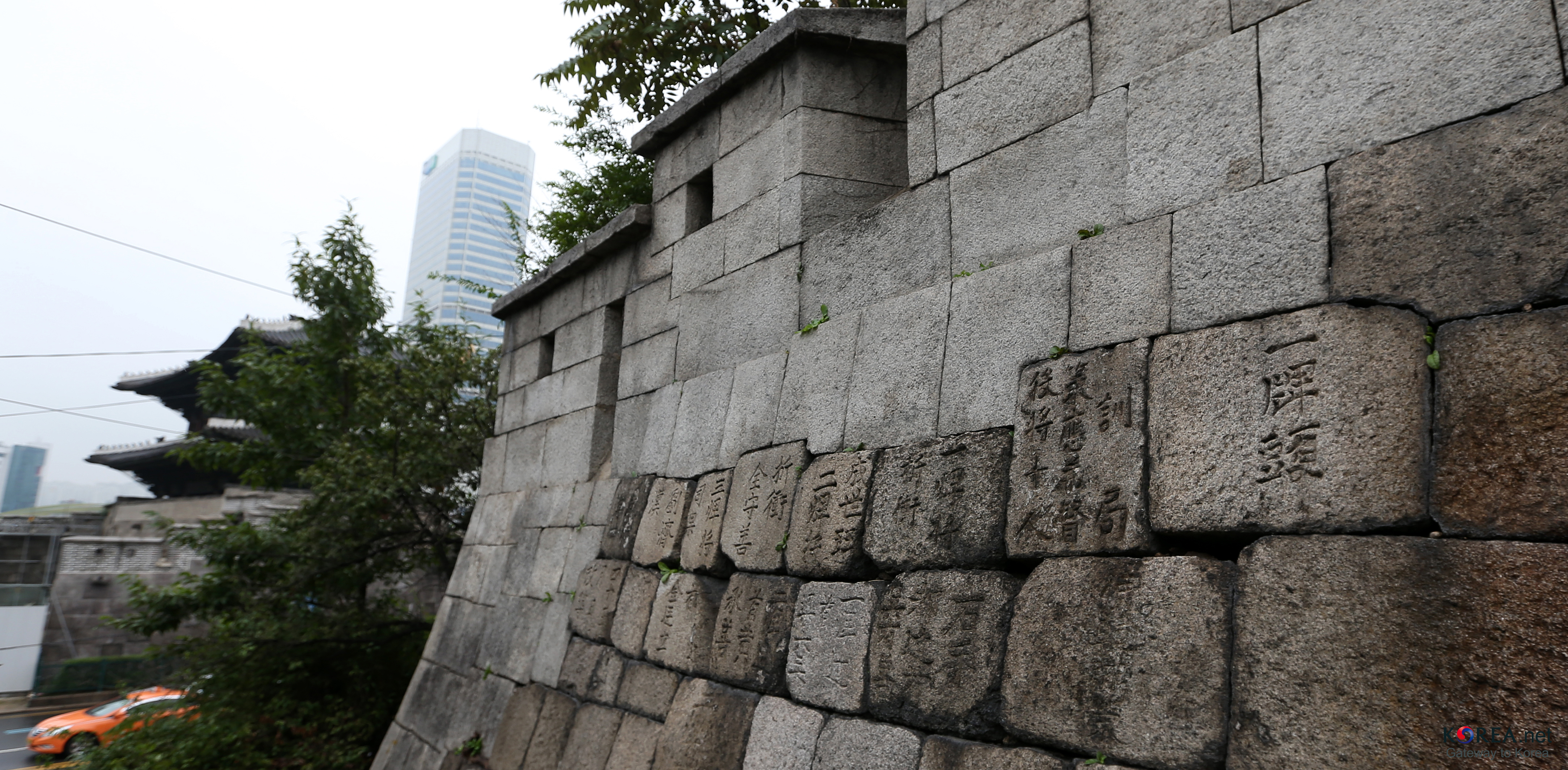
漢城城牆

## 外部連結
- https://web.archive.org/web/20170616015349/http://www.exploringkorea.com/seoul-fortress-wall-%ec%84%9c%ec%9a%b8%ec%84%b1%ea%b3%bd/
- 首爾城牆 韓國大不列顛網絡